# Rezerwat przyrody Bukowa Góra (województwo śląskie)
Rezerwat przyrody Bukowa Góra – ścisły rezerwat leśny w woj. śląskim, pow. kłobuckim, gminie Lipie. Znajduje się pod zarządem Nadleśnictwa Kłobuck, na terenie leśnictwa Parzymiechy. Powierzchnia rezerwatu według aktu powołującego wynosi 1,06 ha, nadleśnictwo podaje jednak niższą wartość – 0,69 ha. Jest to jedyny rezerwat ścisły w granicach Załęczańskiego Parku Krajobrazowego i najmniejszy rezerwat w województwie śląskim.

## Historia

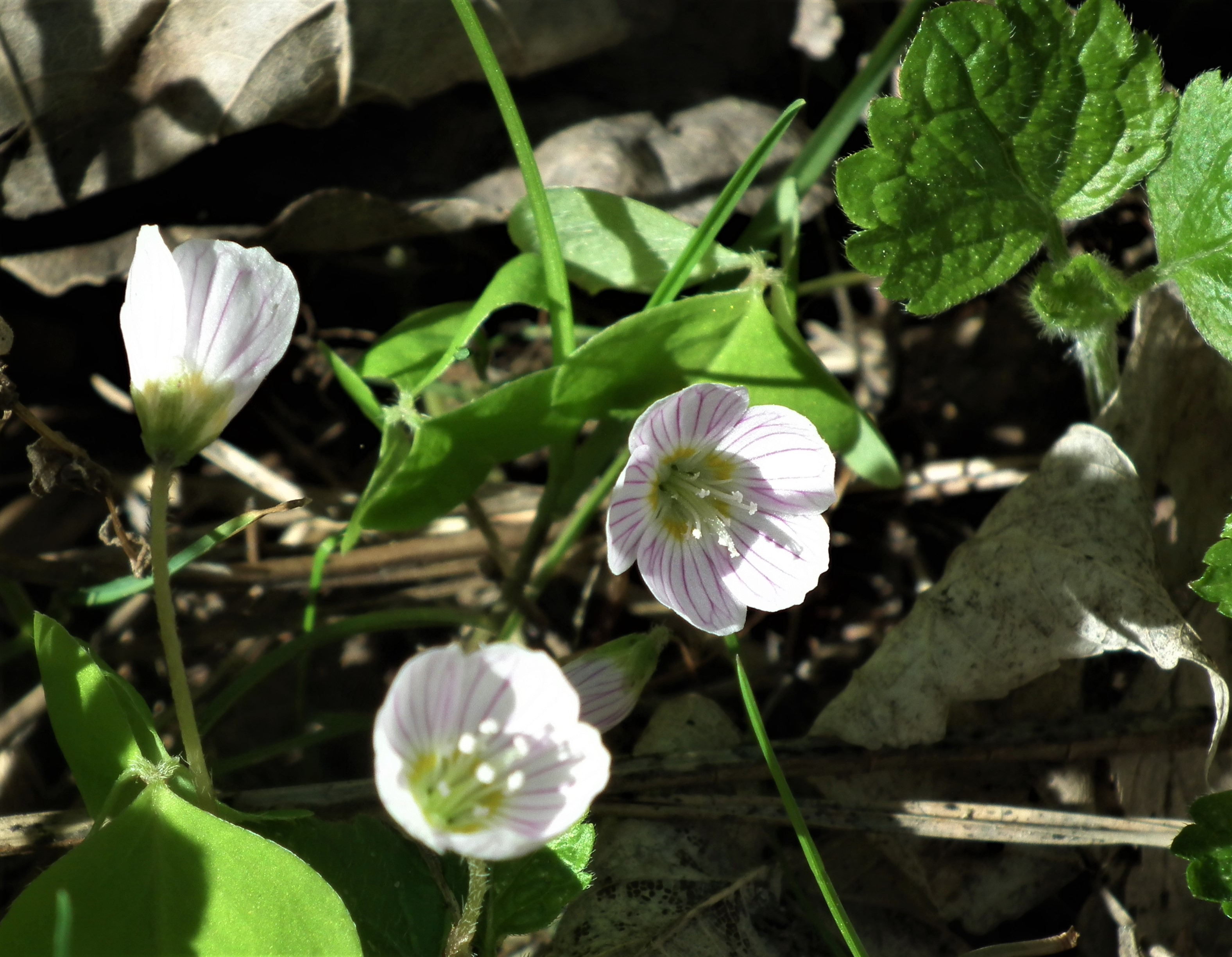
Szczawik zajęczy na terenie rezerwatu

Utworzony został 5 maja 1959 w celu ochrony fragmentu kwaśnej buczyny niżowej, z udziałem jodły. Na terenie rezerwatu, położonego w sąsiedztwie wododziału Warty i Prosny, znajduje się źródlisko jednego z dopływów Suchej Strugi. W 1985 planowano powiększyć rezerwat poprzez przyłączenie wówczas około 80-letniego drzewostanu z bukami, jodłami, dębami i modrzewiami. Brak zgody na takie działanie doprowadził do zniszczenia części lasów przez wiatry, ponieważ naturalne drzewostany przerzedzono wskutek działalności gospodarczej.

## Przyroda
Na terenie rezerwatu znajduje się duża nisza źródliskowa z pulsującymi źródłami. Liczne dolinki i zagłębienia wypełnione wodą obecne są zwłaszcza w południowo-wschodniej części obszaru chronionego. W rezerwacie dominuje uboga i mocno zniekształcona postać kwaśnej buczyny niżowej z udziałem m.in. kosmatki bladej (rodzaj Luzula). Występują tu 73 gatunki roślin naczyniowych (m.in. chronione, przynajmniej w pewnym okresie: kruszyna pospolita, przylaszczka pospolita, przytulia wonna i konwalia majowa). Rośliny związane z siedliskami wilgotnymi rosną na brzegach zagłębień i dołów z wodą. Są to m.in.: skrzyp leśny, niezapominajka błotna, nerecznica krótkoostna, nerecznica samcza, wietlica samicza. 21 okazów buka pospolitego o obwodach pni ponad 3 metry (od 221 do 343 cm), w tym trzy wiatrołomy, to najcenniejszy zasób rezerwatu. Oprócz nich około piętnaście okazów ma obwód między 82 a 163 cm. Rzadsze są tu: jodła pospolita, świerk pospolity i sosna zwyczajna w wieku ponad 120 lat oraz około 80-letnie okazy olszy czarnej i brzozy brodawkowatej. 
Rezerwat jest na tyle mały, że brak tu ostoi zwierząt, które zachodzą tu jedynie do wodopoju.